# Fanny Wibmer-Pedit

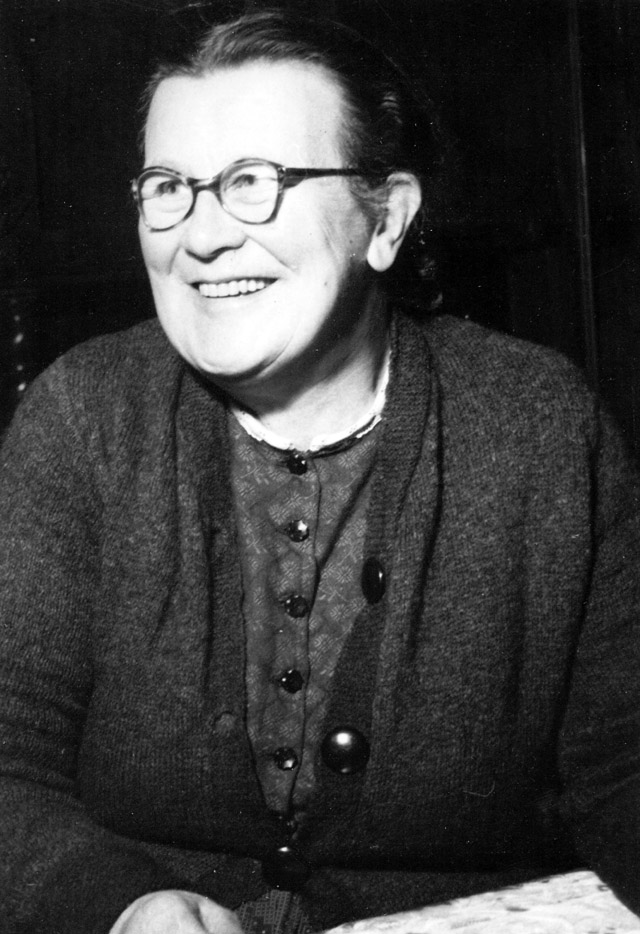
Fanny Wibmer-Pedit

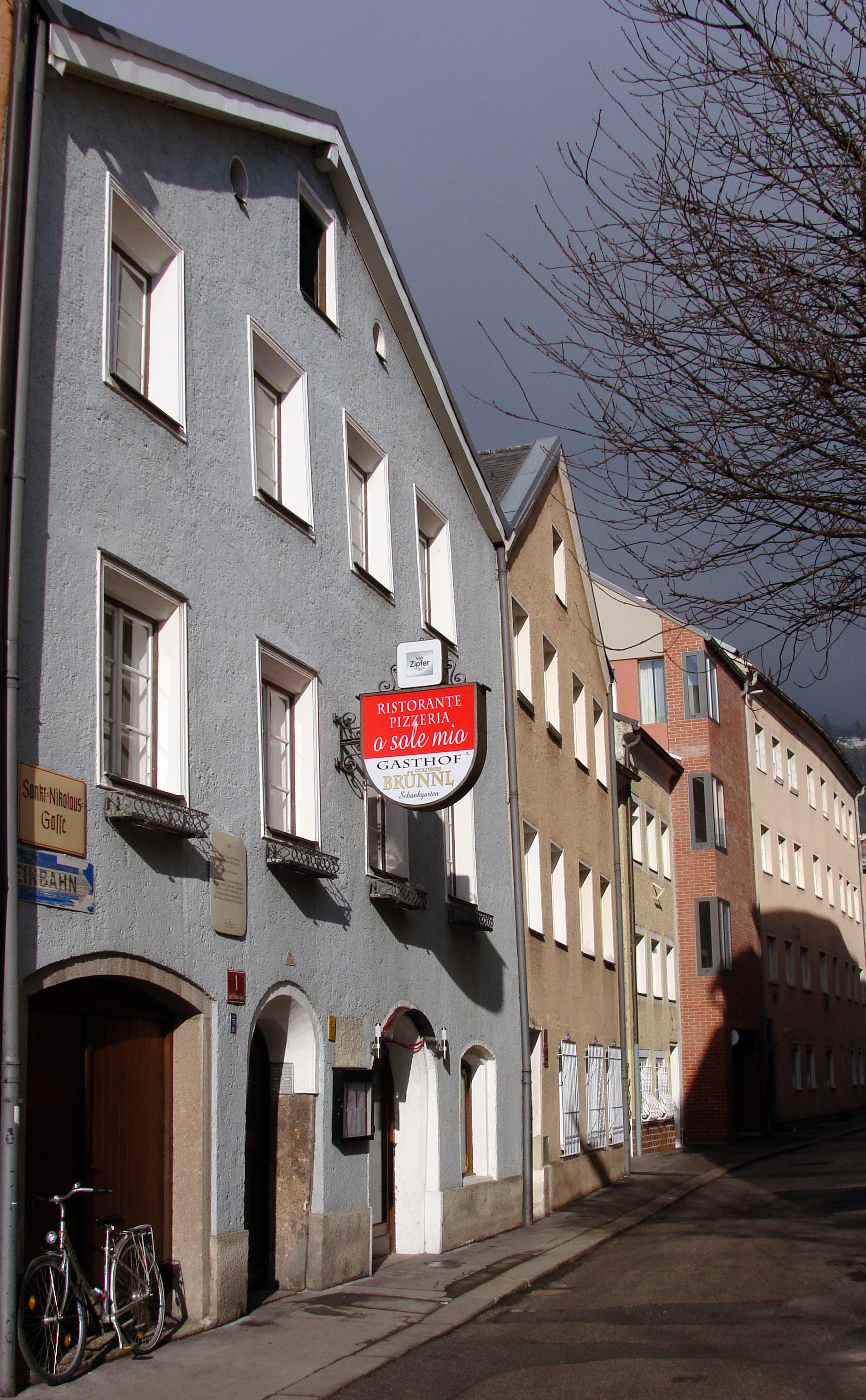
„Beim Bründl“ – Geburtshaus Fanny Wibmer-Pedits in der Innsbrucker St.-Nikolaus-Gasse

Fanny Wibmer-Pedit (eigentlich Franziska Wibmer, geborene Pedit; * 19. Februar 1890 in St. Nikolaus, Innsbruck; † 27. Oktober 1967 in Lienz, Osttirol) war eine österreichische Schriftstellerin. Bekannt ist sie vor allem für ihre historischen sowie Heimat- und Bauernromane.

## Leben

### Erste Jahre in Tirol

Gasthof „Heimgarten“ um 1910

Fanny Pedit wurde am 19. Februar 1890 in Innsbruck als ältestes von drei Kindern des Sicherheitswachmanns Franz Paul Pedit (* 30. April 1860, Sistrans), der sich selbst als Schriftsteller versuchte (drei seiner Stücke wurden von der Exl-Bühne zur Aufführung gebracht), und Therese Pedit, geb. Ganzer, der Tochter des Bürgermeisters von Matrei i. O., geboren. Ihr Geburtshaus in der St.-Nikolaus-Gasse 1, Beim Bründl genannt, befand sich im gleichnamigen Stadtteil St. Nikolaus, ein Bereich, der wegen der sich bei Schlechtwetter dort stauenden Abwässer Koatlackn genannt wird. Am 20. Juni 1895 kam Schwester Rosa, am 7. April 1900 Bruder Hermann, der spätere Kunstschlosser, zur Welt.
Fanny Pedit besuchte sechs Jahre die Volksschule (zunächst zwei Jahre in St. Nikolaus, dann ein Jahr in der privaten Volksschule der Ursulinen, die restlichen drei in Dreiheiligen), an der ihr schriftstellerisches Talent wohl noch nicht entdeckt wurde, erhielt sie doch in Deutsch ein Genügend auf Grund „schlechter Rechtschreibung und phantastischer Schmierage“ (eine korrekte Orthographie bereitete ihr lebenslang erhebliche Schwierigkeiten). Nach Beendigung der Grundschule begann sie eine kaufmännische Lehre im Fichtnerladele (nahe dem Goldenen Dachl). Die Familie war zunächst nach Dreiheiligen gezogen, später wurde mit dem Erbteil der Mutter und einem Kredit des Vaters ein Grund in Mühlau erworben und ein Wohnhaus errichtet (Umzug 1904), von den Einheimischen s’Voglhäusl genannt.
Nach Zubau und Erwerbung der Gastwirtekonzession arbeitete Fanny Pedit im elterlichen Gasthaus, dem Heimgarten am Hohen Weg, direkt am Inn gelegen. 1907 wurde in Oberlienz ein Bauernhof (Ortnergütl bzw. beim Ortner) erworben, und so übersiedelte Fanny Pedit nach Osttirol in die Heimat ihrer Mutter, in der sie zunächst in der elterlichen Landwirtschaft tätig war und dort auch die Lebenswelt der Tiroler Bergbauern kennenlernte. Nach einer schweren Erkrankung der Mutter zog die Familie Pedit an den Grafenbach im Norden der Stadt Lienz, in der Fanny Pedit in einer Damenschneiderei in die Lehre ging.
Schon die frühen Kindheitsjahre verbrachte sie mit dem Lesen von Klassikern wie Schiller, Wieland, Kleist, Shakespeare und Scott, ihre ersten Schreibversuche und Veröffentlichungen in Zeitungen (Fannys Vater Franz engagierte sich schon bei der Gründung der Lienzer Nachrichten 1911 für das Blatt und ebnete ihr den Weg) stammen auch aus dieser Osttiroler Zeit.

### Wien und erste Werke
Am 14. Mai 1912 heiratete sie den aus Matrei i. O. stammenden Polizeibeamten Alfons Wibmer (* 20. Jänner 1882 in Matrei i. O.; † 30. Jänner 1959 in Lienz), Sohn des Albert Wibmer und der Monika, geb. Rainer. Er war 1907 der Wiener Polizei beigetreten, seine Frau folgte ihm in die Hauptstadt, wo sie sich zuerst in Währing niederließen, im Jahr darauf in Ottakring. Aus dieser Ehe gingen 6 Kinder hervor: Adalbert (1913–1990), Therese (1915–1998), Franz (1918–1919), Hermann (1923–2004), Franziska (1925–1982) und Alfons (1932–2018). Unter für eine Schriftstellerin schwierigen Bedingungen – in einer kleinen Wohnung und als Hausfrau und Mutter von den Kindern umgeben – begann sie als Spätberufene ihre eigentliche literarische Tätigkeit. Ihre Texte entstanden nicht selten in durchwachten Nächten.
1927 nahm Wibmer-Pedit mit dem Volksstück Das eigene Heim an einem Preisausschreiben des Deutschen Volkstheaters in Wien teil, mit 38 Jahren schrieb sie ihre ersten Romane, Medardus Siegenwart (Roman aus Osttirols Vergangenheit) und Karl Müllers Lostag (über den 15. Juli 1927 in Wien, die ihren Mann als Polizeibeamten direkt betrafen; im Roman wird die Wandlung Müllers vom Sozialisten zum Christlich-Sozialen beschrieben). Zuspruch und Unterstützung für ihre ersten Werke (nicht zuletzt ob der – wohl nicht in diesem Ausmaß beabsichtigten – positiven Propaganda für die konservativen Kräfte in der jungen Republik) erhielt sie nach anfänglich schwieriger Verlagssuche u. a. von Josef Neumair, dem Obmann des Tiroler Bundes in Wien, wie auch von Friedrich Funder, dem Redakteur der katholischen Reichspost. In dieser Tageszeitung wurden seit 1928 Artikel Wibmer-Pedits und auch mehrere Romane in Fortsetzungsfolgen abgedruckt.
In den folgenden Jahren etablierte sie sich als katholische Publizistin, hielt Lesungen, fand auch zum Rundfunk und schloss Bekanntschaft mit Schriftstellerkollegen wie Adolf Innerkofler (Priester), Heinrich Suso Waldeck (Religionslehrer, Lyriker) und Enrica von Handel-Mazzetti.
Ende der 1920er Jahre kam es durch negative zwischenmenschliche Erfahrungen im privaten Umfeld zu einer ersten Distanzierung von der Amtskirche, nicht jedoch von katholischen Kreisen. Nach anfänglichen Schwierigkeiten bei der Verlagssuche fanden ihre Romane in den beginnenden 1930er Jahren regelmäßigen Zuspruch auch in den Verlagshäusern, Wibmer-Pedit wurde Gast bekannter literarischer Tischgesellschaften wie der des katholischen Schriftstellers und Kulturphilosophen Richard Kralik. 1932 wurde sie Präsidentin der Katholischen Deutschen Schriftstellervereinigung Winfried. In den frühen 30ern war sie an der Wiederbelebung des mittelalterlichen Mysterienspiels beteiligt (u. a. Tiroler Krippenspiel, 1932, in zahlreichen Aufführungen und Rundfunkinszenierungen wiedergegeben).

### Im Haus „Erlschütt“ durch die Diktaturen

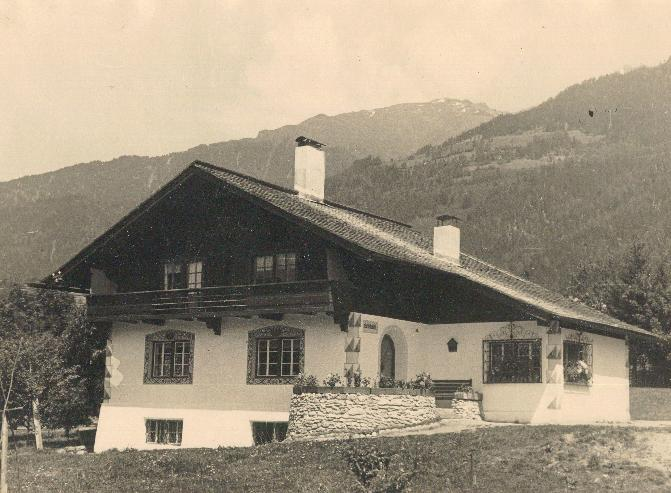
Haus „Erlschütt“ in Lienz

Schon im Dezember 1931 schrieb Wibmer-Pedit in einer Selbstbiographie von ihrem Heimweh in Wien und dem Wunsch, ihren Kindern „ein Stücklein Eiland in den Tiroler Bergen“ zu schaffen, das ihnen zur Erholung dienen sollte. So wurde am Lienzer Sonnenhang, nahe dem Haidenhof, das Haus Erlschütt erbaut. In noch unfertigem Zustand wurde es 1932 Geburtshaus ihres jüngsten Kindes, Alfons. 1934, nach der frühzeitigen Pensionierung von Alfons sen. zog die Familie endgültig vom Heumarkt (Wien-Landstraße, wo ihnen 1931 im neuen Polizeigebäude eine größere Wohnung zugewiesen worden war) in die Osttiroler Bezirkshauptstadt.
Wibmer-Pedit war während des Ständestaates Mitglied des katholischen Frauenbundes, wie auch als Führerin der Frauenschaft der Vaterländischen Front im Kreis Lienz und im kulturellen Verein Neues Leben, der ebenfalls diesem Umfeld zuzurechnen ist, tätig (Fanny Wibmer-Pedits Bruder Hermann war in der Heimwehr und in dieser Funktion an der Niederschlagung des Naziputsches in Osttirol und Oberkärnten beteiligt, wofür er nach dem Anschluss zu 2 Jahren Gefängnis verurteilt wurde und bis zu einem Gnadenakt des Führers im Juni 1939 in Haft blieb. In den letzten Kriegstagen war er Mitglied einer kleinen, spontan gegründeten Widerstandsgruppe). In diese Zeit fielen auch eine Intensivierung der Beschäftigung mit volkskundlichen Arbeiten wie auch die Veröffentlichung zweier ihrer wichtigsten historischen Romane, Emerenzia bzw. Die Pfaffin (1934, über die „Perloger-Hexe“ Emerenzia Pichler, welche am 25. September 1680 hingerichtet wurde und deren Prozessakten vollständig erhalten sind) und Eine Frau trägt die Krone (1936, über Kaiserin Maria Theresia). Mit letzterem Werk erhoffte sich die Autorin auch staatliche Anerkennung in Form des österreichischen Staatspreises und/oder einer Aufführung am Burgtheater, wurde aber in beiden Punkten enttäuscht, da der Konflikt zweier deutscher Staaten der politischen Realität zu nahekam.
Wibmer-Pedits Hoffnungen wandten sich dem Nationalsozialismus zu, zu dem sie sich im April 1938 im Artikel Irrtum, Erkenntnis und Bekenntnis öffentlich bekannte, der aber auch von ihrer Unkenntnis desselben und einer politischen Naivität zeugt. Bereits zwei Jahre zuvor wurde sie Mitglied im Pressebüro Gayda, Eisenach, einem deutschen Institut, dem man große Nähe zum Nationalsozialismus zusprechen darf. Im Mai 1938 unternahm sie auf Einladung des katholischen St.-Michaelsbundes Vortragsreisen im „Altreich“, eine zweite Reise wurde von der Gestapo beinahe abgebrochen, da man eine politische Veranstaltung vermutete, im Erlschütt wurde eine Hausdurchsuchung angeordnet. Am 1. Juni wurde sie in die Reichsschrifttumskammer aufgenommen, der Ausschluss aus derselben erfolgt zwei Jahre später am 5. Dezember 1940, begründet mit politischer Unzuverlässigkeit. Der Präsident der Reichsschrifttumskammer warf Wibmer-Pedit vor, vor dem Anschluss auf Seiten des herrschenden Systems in Österreich gestanden zu sein und in Veranstaltungen der Vaterländischen Front gegen Hitler und den Nationalsozialismus agiert zu haben.
Der Ausschluss beeinträchtigte nicht nur ihr literarisches Schaffen, sondern bedeutete auch finanzielle Schwierigkeiten für die Familie. 1943 nahm die Autorin auch deshalb das Angebot des Lienzer Bürgermeisters Emil Winkler an, zur Eröffnung des Schlosses Bruck als Heimatmuseum ein Festspiel zu verfassen. Diese Auftragsarbeit führte auch zu positiver Beurteilung durch die Partei und am 26. August 1943 zur Wiederaufnahme in die Reichsschrifttumskammer. 1944 verstarb Therese Pedit, am 27. Juli desselben Jahres trat ihre Tochter Fanny aus der katholischen Kirche aus, „nach einem, ein Jahrzehnt währenden inneren Ringen…, damit ich nicht meinen Glauben an Gott verliere“, wie sie ihren Schritt später erklärte, und wohl nicht auf Grund des Nationalsozialismus.

### Verlagssuche und Spätwerk

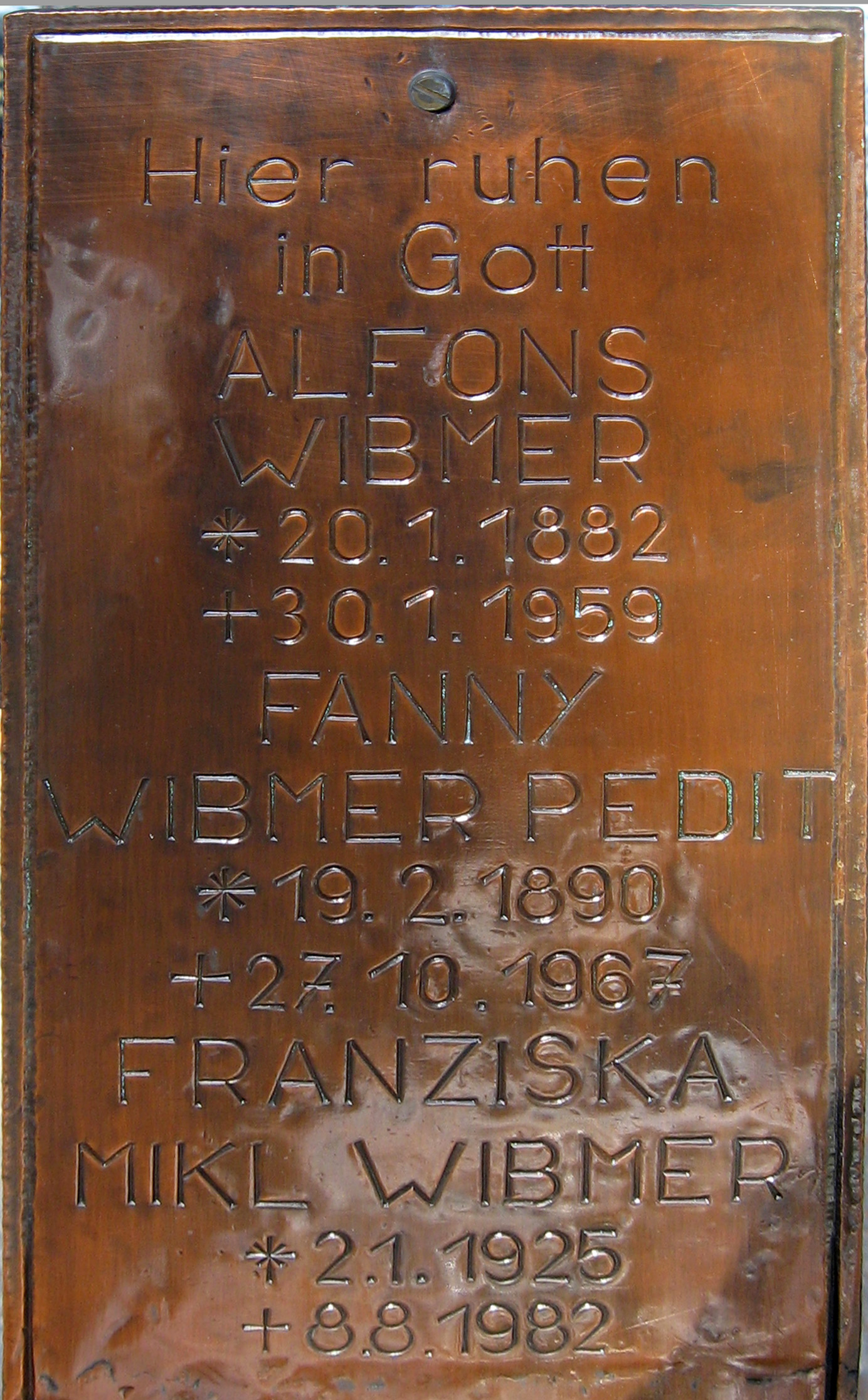
Grab Fanny Wibmer-Pedits

1945 stand Wibmer-Pedit doppelt gebrandmarkt da, standen ihr doch nun die katholischen Verlage, in welchen sie zuvor publiziert hatte, nicht mehr offen, auch betrachtete man ihre Werke ebenfalls aus dem Blickwinkel ihrer politischen Vergangenheit. Dennoch gelang es ihr, in den späten 40er- und den 50er-Jahren noch einige Werke zu veröffentlichen. In ihrem letzten Lebensjahrzehnt, in welchem sie von ihrer Tochter Therese betreut wurde, waren Publikationen selten. Dennoch blieb sie bis zuletzt aktiv und lernte mit über 60 Jahren noch Latein, um bei der Recherche für ihre historischen Romane auf Urkunden im Originaltext zurückgreifen zu können.
Fanny Wibmer-Pedit verstarb am 27. Oktober 1967 an einem Lungenödem mit Herzinfarkt. Sie wurde im Arbeitszimmer, von ihr selbst manchmal als Klause bezeichnet, in ihrem Haus Erlschütt aufgebahrt und am 30. Oktober unter großer Anteilnahme der lokalen Bevölkerung und Politik, diverser Vereine und Repräsentanten verschiedener Verlagshäuser zu Grabe getragen.
Erst posthum wurden zwei ihrer Romane (Margarete Maultasch sowie Der Brandleger, beide 1969) veröffentlicht, 2008 erschien Die Dolomitenkrone und andere Sagen aus Osttirol. Ein beträchtlicher Teil ihrer Korrespondenz, Aufzeichnungen und Manuskripte ist im Brenner-Archiv der Universität Innsbruck sowie im Tiroler Landesmuseum Ferdinandeum untergebracht.
Vier Enkelkinder von ihr haben auch eine künstlerische Laufbahn eingeschlagen: Die Maler Monika Schuh-Wibmer und Franz Wibmer und die Musikerinnen Johanna Varner (geborene Wibmer) und Katharina Wibmer.

## Literarisches Werk
Wibmer-Pedit war in unterschiedlichsten literarischen Genres tätig: Romane, Erzählungen, Legenden, Jugendbücher, religiöse Laienspiele, Volksstücke. Ihr literarisches Schaffen war, wie wohl das der meisten Autoren, von persönlichen Erfahrungen stark beeinflusst. So erwähnt sie mehrfach ihre als Dienstmagd tätige Großmutter väterlicherseits, Rosina Pedit, Veiten-Rosl genannt, welche ihren Lebensunterhalt u. a. durch Sammeln von Beeren, Pilzen, Kräutern und Ameiseneiern bestritt, Allerseelenkränze flocht, Sulzen für den Verkauf herstellte. Ebenso wie deren Eigenschaften und Tätigkeiten Einzug in die Werke Wibmer-Pedits gehalten haben, dürfte auch die Sehnsucht ihres Vaters, der zuerst als Hausierer und Ziegenhirt sein Geld verdiente und erst beim Militär schreiben lernte, nach Grundbesitz starken Einfluss auf die Autorin gehabt haben, und in ihrer Zeit in Wien verstärkt sich die sozialromantische und idealisierende Sichtweise des Bauerntums. Auch die deutlich moralisierende Erzählweise ist ein vorherrschendes Merkmal ihrer Arbeit. Drei wichtige Komponenten gibt es in Wibmer-Pedits Werken: Glauben, Heimat und Volk, und diese finden sich in ihren grob in zwei Hauptrichtungen einteilbaren Romanen, den historischen (u. a. Die Welserin, Margarete Maultasch), für welche sie auch intensive Quellenstudien und Archivarbeit betrieb, und den katholisch-konservativen, teils mythisierenden Heimat- und Bauernromanen (z. B. Heimkehr zur Scholle). Unveröffentlicht geblieben ist ein Osttiroler Heimatbuch.
In ihrem eigenen Selbstverständnis war Fanny Wibmer-Pedit Volksschriftstellerin, welche ihr Hauptaugenmerk darauf legte, dass ihre Botschaften in der einfachen ländlichen Bevölkerung Aufnahme finden konnten.
Über sich und ihr literarisches Schaffen sagte sie: „Mein Streben geht dahin, vor meinem Werk einmal bestehen zu können, Ich verleugne keines meiner Bücher, wie immer ein jedes den Wandel der Zeit spiegeln mag. Weit ist der Weg zu letzten und tiefsten Erkenntnissen; möge mich, ihn zu wandeln, die Kraft des Herzens nie verlassen!“

## Ehrungen

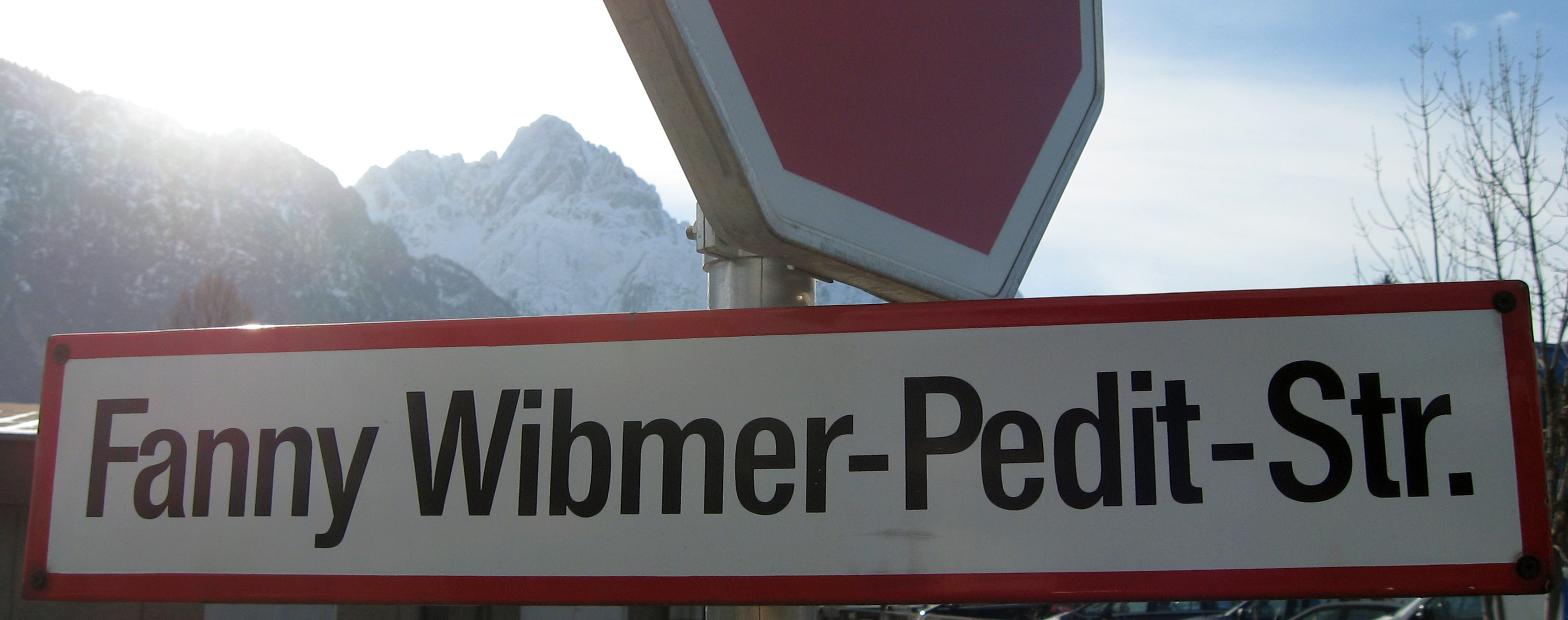
Fanny Wibmer-Pedit-Straße in Lienz

- 1952: Ehrenbürgerin der Stadt Lienz (im Zuge der Feier 700 Jahre Stadt Lienz im Beisein des Bundespräsidenten Theodor Körner, Landeshauptmanns Alois Grauß und des Salzburger Erzbischofs Andreas Rohracher).
- 1967: Verdienstkreuz des Landes Tirol (konnte krankheitsbedingt nicht mehr persönlich überreicht werden).
- Benennung einer Lienzer Straße nach Fanny Wibmer-Pedit.

## Werke

### Bücher
- Die Hochzeiterin. Roman. Habbel, Regensburg 1930.
- Der brennende Dornbusch. Roman. Habbel, Regensburg 1930
- Karl Müllers Lostag. Wiener Roman. Kommissionsverlag Mayer, Wien [1930]
- Medardus Siegenwart. Ein Roman aus Osttirols Vergangenheit. Habbel, Regensburg 1931.
- Über den Berg. Roman. Tyrolia, Innsbruck / Wien / München 1932.
- Die drei Kristalle. Bauernlegende aus Osttirol. Josef Müller, München 1932.
- Der Nußbaumer. Josef Müller, München 1932.
- Das Marienglöckl von Leisach. Eine Glockengießer-Geschichte aus Osttirol. Auer, Wien [1932].
- Die Sündenkrot. Roman. Habbel, Regensburg 1932.
- Die vier Läuterbuben. Pustet, Salzburg 1933 (= Bunte Welt. 3).
- Das lachende Herzweh und andere Tiroler Geschichten. Josef Müller, München 1933.
- Margret Leitner. Erzählung. Tyrolia, Innsbruck / Wien / München 1934.
- Emerenzia. Roman [alt.: Die Pfaffin]. Pustet, Salzburg 1934.
- Ritter Florian Waldauf. Pustet, Salzburg / Leipzig 1935.
- St. Notburg. Die Dienstmagd Gottes. Pustet, Salzburg / Leipzig 1935.
- In stillen Abendstunden. Jugenderzählungen. Schöninghaus, Paderborn 1935.
- Eine Herztür ist zugefallen. Geschichten und Gestalten aus Tirol. Schöninghaus, Paderborn 1935.
- Heinrich von Bozen. Leben und Sterben eines armen Deutschen.  Pustet, Salzburg / Leipzig 1936.
- Das Magnifikat unserer Zeit. Tyrolia, Innsbruck / Wien / München 1937.
- Frau und Volkstum. [Gemeinsam mit] Marianne Dinkhauser. Marianische Vereinsbuchhandlung und Buchdruckerei, Innsbruck 1937 (= Volk und Heimat. 8).
- Eine Frau trägt die Krone. Lebensroman der Kaiserin Maria Theresia. Tyrolia, Innsbruck / Wien / München 1937.
- Der goldene Pflug.  Josef Müller, München 1938.
- Heimkehr zur Scholle. Roman zweier Sippen. Tyrolia, Innsbruck / Wien 1938.
- Liebfrauenwunder. Josef Müller, München 1939.
- Der Wieshofer. Sein Weg in die neue Zeit. Deutscher Alpenverlag, [Tyrolia], Innsbruck 1939.
- Was wird aus Lisl Sturm noch werden? Laumann, Dülmen in Westfalen 1940.
- Der erste Landsknecht. Lebensroman Maximilians I. Deutscher Alpenverlag [Tyrolia], Innsbruck 1940.
- Die Welserin. Roman. Deutscher Alpenverlag [Tyrolia], Innsbruck 1940.
- Die Eibantochter. Roman. Deutscher Alpenverlag [Tyrolia], Innsbruck [1941].
- Der Kranz. Eine Tiroler Legende. Kerle, Heidelberg 1946.
- Gewitter über Aldein. Roman. Tyrolia, Innsbruck / Wien [1948].
- Auf Wolfsegg. Roman. Eduard Kaiser, Klagenfurt 1949 (Bauerntrilogie 2).
- Der Galitzenschmied. Erzählung. Kerle, Heidelberg 1949.
- Die Dirnburg. Roman. Eduard Kaiser, Klagenfurt 1949 (Bauerntrilogie 1).
- Der Hochwalder. Roman. Eduard Kaiser, Klagenfurt 1950 (Bauerntrilogie 3).
- Der Perchtenstein. Roman. Eduard Kaiser, Klagenfurt [1951].
- Graf und Herzog. Roman um Meinhard II. von Tirol. Styria, Graz / Wien / Köln 1954.
- Der heilige Berg. Roman. Eduard Kaiser, Klagenfurt [1958].
- Margarete Maultasch. Historischer Roman. Eduard Kaiser, Klagenfurt [1969].
- Der Brandleger. Roman. Habbel, Regensburg 1969.
- Die Dolomitenkrone und andere Sagen aus Osttirol. Nachwort: Anton Unterkircher; Ill.: Franziska Wibmer-Mikl. Edition Löwenzahn. Innsbruck 2008.

### Beiträge
Diverse Beiträge (Artikel, Fortsetzungsgeschichten, Theaterstücke u. v. m.) unter anderem in:
- Andreas Hofer Jahrbuch.
- Die Schale. Ein Südtiroler Lesebuch. Hg. Arbeitskreis Südtiroler Mittelschullehrer, Hermann Vigl. Schöninghaus, Paderborn 1966.
- Dolomiten.
- Frauendichtung der Zeit. Hg. Maria Domanig. Bd. 2.  Tyrolia, Innsbruck / Wien / München 1935.
- Innsbrucker Zeitung.
- Jung-Osterreich.
- Katholisches Sonntagsblatt für die Diözese Augsburg.
- Kärntner Volkszeitung. 1948, 1950 und 1954.
- Land Tirol.
- Lienzer Buch. Beiträge zur Heimatkunde von Lienz und Umgebung. 1952 (Schlern-Schriften. 98).
- Lienzer Nachrichten.
- Marianne Dinkhauser und Fanny Wibmer Pedit: Frau und Volkstum. Marianische Vereinsbuchhandlung und Buchdruckerei, Innsbruck 1937 (= Volk und Heimat. 8).
- Merian.
- Neueste Zeitung.
- Osttiroler Bote.
- Osttiroler Heimatblätter.
- Reichspost.
- Schöpferisches Tirol. 1. Dichtung der Gegenwart I – Strömungen der Gegenwart. Hg. und Vorw. Hermann Holzmann. Wagner, Innsbruck 1953.
- Schöpferisches Tirol. 2. Tiroler Volkserzähler. Hg. Hermann Holzmann, Anton Kecht, Hermann J. Spiehs (mit Kurzbiographie; ebda. S. 373). Wagner, Innsbruck 1959.
- St.-Kassian-Kalender.
- Südtirol in Wort und Bild.
- Südtiroler Jahrbuch.
- Tiroler Anzeiger.
- Tiroler Bauernkalender.
- Tiroler Bauernzeitung.
- Wort im Gebirge.

### Gedruckt
- Anton Unterkircher: Zwischen allen Stühlen. Fanny Wibmer-Pedit. In: Johann Holzner, Sandra Unterweger (Hrsg.): Schattenkämpfe. Literatur in Osttirol. Innsbruck 2006, S. 67–76.
- Edda Margreiter-Wilscher: Fanny Wibmer-Pedit. Versuch einer Monographie. Diss. Universität Innsbruck 1983.
- Edda Wilscher: Die historischen Erzählungen der Fanny Wibmer-Pedit. Ha. Universität Innsbruck 1976.
- Fanny Wibmer-Pedit: Selbstbiographie (Wien 1931). In: Johann Holzner, Sandra Unterweger (Hrsg.): Schattenkämpfe. Literatur in Osttirol. Innsbruck 2006, S. 76–85.
- Helga Klengel-Schullin: Fanny Wibmer-Pedit. Vom Wesen ihrer historischen Romane. In: Osttiroler Heimatblätter. Heimatliche Beilage des „Osttiroler Bote“. 25. Februar 1965, 33. Jahrgang, Nr. 2, S. 1–2.
- Martin Kofler: Osttirol im Dritten Reich 1938–1945. Innsbruck 1996.
- Martin Kofler: Osttirol. Vom Ersten Weltkrieg bis zur Gegenwart. Innsbruck 2005.
- Max Stock: In Memoriam Fanny Wibmer-Pedit gestorben am 27. Oktober 1967. In: Osttiroler Heimatblätter. Heimatliche Beilage des „Osttiroler Bote“. 29. Februar 1968, 36. Jahrgang, Nr. 2, S. 1–3.
- Meinrad Pizzinini, Michael Forcher: Lienz. Das große Stadtbuch. Lienz 1982.
- Nachlass Fanny Wibmer-Pedit, im Privatbesitz der Familie.
- In ihren Büchern lebt sie weiter. Fanny Wibmer-Pedit zu Grabe geleitet. In: Osttiroler Bote. 9. November 1967, 22. Jahrgang, Nr. 45, S. 5.
- Paul Unterweger: Gedenkrede am Grab Wibmer-Pedits. In: Osttiroler Bote. 2. November 1967, 22. Jahrgang, Nr. 44, S. 1–2.
- Wilhelm Eppacher: Die Dichterin Fanny Wibmer-Pedit 60 Jahre alt. In: Amtsblatt der Stadt Innsbruck. März 1950, 13. Jahrgang, Nr. 3, S. 10–11.

### Online
- Antiquariat Inlibris, abgerufen am 27. Dezember 2010.
- Brenner-Archiv, abgerufen am 27. Dezember 2010.
- Lexikon Literatur in Tirol, abgerufen am 27. Dezember 2010.
- sagen.at – Datenbank zur Europäischen Ethnologie/Volkskunde, abgerufen am 27. Dezember 2010.